# ジョン・ジェンキンス (バスケットボール)
ジョン・ローガン・ジェンキンズ3世 (John Logan Jenkins III、1991年3月6日 - )は、アメリカ合衆国テネシー州ヘンダーソンビル出身のプロバスケットボール選手。ポジションはシューティングガード。

## 来歴
ヴァンダービルト大学では、チーム屈指のスコアラーとして活躍し、ジェフリー・テイラーやフェスタス・イジーリらと共にNCAAトーナメントにも出場。3年生を終えた2012年に2012年のNBAドラフトにアーリーエントリーを表明。23位でアトランタ・ホークスから指名された。

しかし、1年目に61試合に出場して以降、13、24と出場試合数が減少。ルーキー契約の4年目のオプションを破棄されて2015年夏にFAになり、7月24日にダラス・マーベリックスと契約した。しかし翌年2月に解雇され、以降はフェニックス・サンズなどを渡り歩いた。
2017年9月25日、古巣ホークスとトレーニングキャンプに関する契約を結んだが、翌月6日に解雇された。
2024年8月14日、BSLに所属するトファシュS.K.への加入が発表された。